# Lars Bloch
Pour les articles homonymes, voir Bloch.
Lars Bloch, né à Hellerup le 6 août 1938 et mort à Rome le 27 mars 2022, est un acteur et producteur danois actif en Italie. Il est parfois crédité comme Lars Bloc ou Carlos Ewing.

## Biographie
Lars Bloch est né à Hellerup. Après son service militaire dans la Marine, il déménage en Italie à la fin des années 1950.
Il commence une carrière prolifique comme acteur spécialisé dans les rôles de méchant.
À partir de 1980, Lars Bloch en semi-retraite se consacre à des activités de producteur de DVD et de distributeur de films italiens, en particulier de westerns spaghetti, au Japon,.

## Filmographie partielle
- 1960 : Le Bossu de Rome (Il Gobbo) de Carlo Lizzani
- 1962 : La Beauté d'Hippolyte (La bellezza di Ippolita) de Giancarlo Zagni
- 1964 : Ah ! Les Belles Familles (Le belle famiglie) de Ugo Gregoretti
- 1964 : La Soucoupe volante (Il disco volante) de Tinto Brass
- 1965 : À l'italienne (Made in Italy) de Nanni Loy
- 1965 : Certain, probable et même possible (Certo, certissimo, anzi... probabile) de Marcello Fondato
- 1967 : Un dollar entre les dents (Un dollaro tra i denti) de Luigi Vanzi
- 1970 : Il divorzio de Romolo Guerrieri
- 1971 : La Grande Chevauchée de Robin des Bois (L'Arciere di fuoco) de Giorgio Ferroni
- 1972 : Alléluia défie l'Ouest (Il West ti va stretto, amico... è arrivato Alleluja) de Giuliano Carnimeo : Caino
- 1974 : L'Enfer des héros (Eroi all'inferno) d'Aristide Massaccesi : capitaine Alan Carter
- 1975 : Bill Cormack le fédéré (Giubbe rosse) de Joe D'Amato
- 1975 : Le Dur, le Mou et le Pigeon (Antonio e Placido - Attenti ragazzi... chi rompe paga!) de Giorgio Ferroni
- 1976 : La Fiancée de l'évêque (Quelle strane occasioni)
- 1977 : Black Emanuelle en Amérique (Emanuelle in America) de Joe D'Amato
- 1985 : Fracchia contro Dracula de Neri Parenti